# Eddie Murphy
Edward Regan Murphy, detto Eddie (New York, 3 aprile 1961), è un attore, comico, cantante, cabarettista e imitatore statunitense.
Ha recitato in numerose commedie di grande successo divenute dei veri e propri cult del loro genere. Murphy è dunque considerato uno dei migliori attori comici della sua generazione, famoso anche per il suo trasformismo e per le sue capacità imitative.
Alcuni dei i suoi film più celebri sono: 48 ore, la trilogia di Beverly Hills Cop, Una poltrona per due, Il principe cerca moglie, Il principe delle donne, Il professore matto, Il dottor Dolittle, La casa dei fantasmi, Dreamgirls, Norbit, Piacere Dave e Dolemite Is My Name.

## Biografia

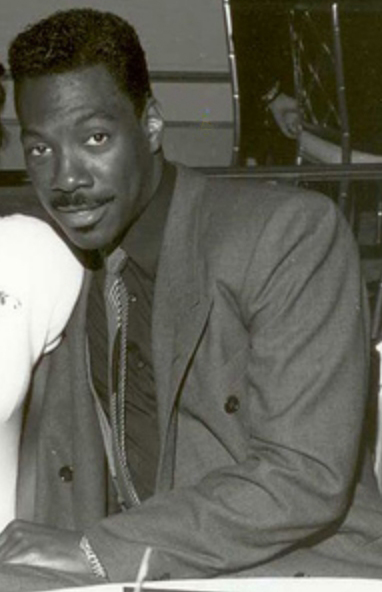
Eddie Murphy nel 1988

Eddie Murphy nacque nel 1961, figlio di Charles Edward Murphy, agente di polizia di transito, e della moglie Lillian, operatrice telefonica. Sulle sue origini, Eddie ha dichiarato che i suoi antenati erano originari di Bamenda, una città del Camerun occidentale, dopo aver sottoposto le sue origini allo scanner del programma Ancestry Reconnection Program (avviato dalla società americana African Ancestry in collaborazione con l'associazione Ark Jammers). Suo padre abbandonò la famiglia quando Eddie aveva solo tre anni e morì cinque anni dopo.
Eddie incominciò la sua carriera di attore all'età di 19 anni, nello show televisivo della NBC Saturday Night Live, subito dopo il diploma alla Roosevelt Junior-Senior High School. Secondo una delle autrici del programma, Margaret Oberman, Murphy e Bill Murray sono stati i due artisti di maggior talento nella storia dello show. Murphy lasciò il programma a metà della stagione 1983-1984.
In seguito partecipò a molte commedie, come quelle della serie Beverly Hills Cop, per le quali ricevette la nomination per il Golden Globe come miglior attore in una commedia per tre anni consecutivi. Murphy è anche un apprezzato doppiatore e ha prestato la voce, tra gli altri, a Ciuchino, l'asino dei film Shrek, e al dragone Mushu, nel film d'animazione della Walt Disney Pictures Mulan. La grande amicizia con Michael Jackson lo porta, nel 1992 a partecipare al video del cantante "Remember The Time", dove interpreta il ruolo del Faraone. Nel 1993 pubblica un album per scopi umanitari, "Love's Alright", e nel singolo Whatzupwitu canta insieme a Michael Jackson.
In molti dei suoi film ha avuto più di un ruolo, oltre a quello del protagonista: ad esempio ne Il professore matto (1996), il remake del film di Jerry Lewis Le folli notti del dottor Jerryll, nel quale Murphy interpreta diversi membri della famiglia Klump, oltre a Sherman Klump/Buddy Love, e ne La famiglia del professore matto, assieme a Janet Jackson, nel 2000 e in Norbit, dove interpreta il protagonista, la sua malvagia, obesa e volgare moglie Rasputia e il padre adottivo del protagonista Mr. Wong, nel 2007. Dopo tre anni di solo doppiaggio, Eddie Murphy torna con il musical Dreamgirls, interpretando il cantante James "Thunder" Early, con cui riceverà la sua prima nomination agli Oscar come miglior attore non protagonista, ma gli verrà preferito a sorpresa Alan Arkin di Little Miss Sunshine. In compenso si può consolare con la sua prima vittoria ai Golden Globe, dopo 4 nomination andate a vuoto.
Nel 2011 Murphy è co-protagonista con Ben Stiller del film di Brett Ratner Tower Heist - Colpo ad alto livello, dove interpreta un ladro che si unisce a un gruppo di uomini laboriosi che scoprono di essere vittime dello schema Ponzi di un ricco uomo d'affari, e progettano di rapinare la sua residenza in un grattacielo. L'anno successivo è protagonista del film di Brian Robbins Una bugia di troppo, girato quasi interamente nel 2008; la pellicola è un fallimento sia di critica sia di pubblico, e in diversi paesi esce direct-to-video. Dopo quattro anni di assenza, Murphy torna sugli schermi come co-protagonista del film di Bruce Beresford Mr. Church insieme a Britt Robertson. Nel 2019 torna alla ribalta con Dolemite Is My Name, regia di Craig Brewer prodotto da Netflix. Per tale interpretazione Murphy riceve numerose critiche positive e diverse nomination, fra cui quella per il miglior attore in un film commedia o musicale ai Golden Globes 2020.

## Vita privata

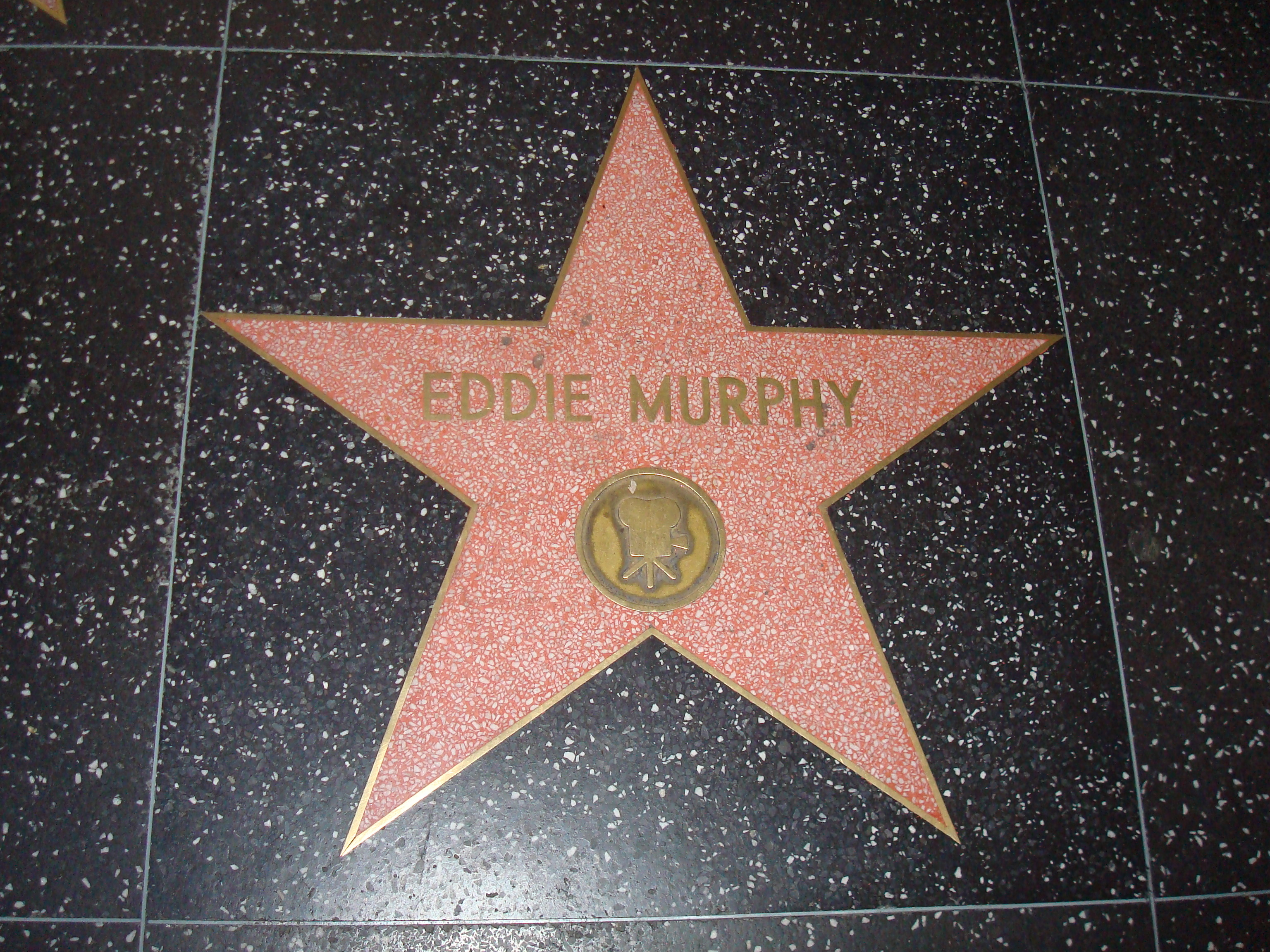
La stella di Eddie Murphy sulla Hollywood Walk of Fame

Fratello minore dell'attore Charlie Murphy, Eddie Murphy è membro della Massoneria (Hollywood Lodge No. 542).
Prima del matrimonio con Nicole Mitchell, Murphy ha avuto due figli: Eric (1989) nato dalla relazione con Paulette McNeely, e Christian (1990), concepito con la responsabile dei casting Tamara Hood.
Nel 1988 ha conosciuto la modella Nicole Mitchell, che ha sposato il 18 marzo del 1993 e da cui ha avuto cinque figli: Bria Liana (1989), Miles (1992), Shayne Audra (1994), Zola Ivy (1999) e Bella Zahra (2002). Nel 2005 Mitchell chiese il divorzio, ottenendolo nell'aprile del 2006.
Successivamente frequenta la cantante Melanie Brown, dalla quale nasce Angel (2007), come confermato da un test del DNA chiesto dalla donna. Il 22 giugno 2007 i legali di Brown annunciano sulla rivista People che i risultati del test del DNA hanno confermato la paternità di Murphy. Il 23 giugno 2007 l'attore riconosce la figlia, dopo che Melanie Brown lo aveva citato in giudizio.
Il 1º gennaio 2008 sposa la donna d'affari Tracey Edmonds con una cerimonia privata al largo di Bora Bora, decidendo però di non far riconoscere il matrimonio negli Stati Uniti, ottenendo così di fatto la separazione. Nel 2012 diventò compagno della modella australiana Paige Butcher, da cui ha avuto una figlia, Izzy Oona (2016) e un figlio, Max Charles (2018). Eddie Murphy e Paige Butcher si sono sposati il 9 luglio 2024 nei Caraibi.

## Filmografia

### Attore
- 48 ore (48 Hrs.), regia di Walter Hill (1982)
- Una poltrona per due (Trading Places), regia di John Landis (1983)
- Beverly Hills Cop - Un piedipiatti a Beverly Hills (Beverly Hills Cop), regia di Martin Brest (1984)
- La miglior difesa è... la fuga (Best Defense), regia di Willard Huyck (1985)
- Il bambino d'oro (The Golden Child), regia di Michael Ritchie (1986)
- Beverly Hills Cop II - Un piedipiatti a Beverly Hills II (Beverly Hills Cop II), regia di Tony Scott (1987)
- Nudo e crudo (Eddie Murphy Raw), regia di Robert Townsend (1987)
- Il principe cerca moglie (Coming to America), regia di John Landis (1988)
- Harlem Nights, regia di Eddie Murphy (1989)
- Ancora 48 ore (Another 48 Hrs.), regia di Walter Hill (1990)
- Il distinto gentiluomo (The Distinguished Gentleman), regia di Jonathan Lynn (1992)
- Il principe delle donne (Boomerang), regia di Reginald Hudlin (1992)
- Beverly Hills Cop III - Un piedipiatti a Beverly Hills III (Beverly Hills Cop III), regia di John Landis (1994)
- Vampiro a Brooklyn (Vampire in Brooklyn), regia di Wes Craven (1995)
- Il professore matto (The Nutty Professor), regia di Tom Shadyac (1996)
- Uno sbirro tuttofare (Metro), regia di Thomas Carter (1997)
- Il dottor Dolittle (Dr. Dolittle), regia di Betty Thomas (1998)
- Il genio (Holy Man), regia di Stephen Herek (1998)
- Life, regia di Ted Demme (1999)
- Bowfinger, regia di Frank Oz (1999)
- La famiglia del professore matto (Nutty Professor II: The Klumps), regia di Peter Segal (2000)
- Il dottor Dolittle 2 (Dr. Dolittle 2), regia di Steve Carr (2001)
- Showtime, regia di Tom Dey (2002)
- Pluto Nash (The Adventures of Pluto Nash), regia di Ron Underwood (2002)
- Le spie (I Spy), regia di Betty Thomas (2002)
- L'asilo dei papà (Daddy Day Care), regia di Steve Carr (2003)
- La casa dei fantasmi (The Haunted Mansion), regia di Rob Minkoff (2003)
- Dreamgirls, regia di Bill Condon (2006)
- Norbit, regia di Brian Robbins (2007)
- Piacere Dave (Meet Dave), regia di Brian Robbins (2008)
- Immagina che (Imagine That), regia di Karey Kirkpatrick (2009)
- Tower Heist - Colpo ad alto livello (Tower Heist), regia di Brett Ratner (2011)
- Una bugia di troppo (A Thousand Words), regia di Brian Robbins (2012)
- Mr. Church, regia di Bruce Beresford (2016)
- Dolemite Is My Name, regia di Craig Brewer (2019)
- Il principe cerca figlio (Coming 2 America), regia di Craig Brewer (2021)
- You People, regia di Kenya Barris (2023)
- Buon Natale da Candy Cane Lane (Candy Cane Lane), regia di Reginald Hudlin (2023)
- Un piedipiatti a Beverly Hills - Axel F (Beverly Hills Cop: Axel F), regia Mark Molloy (2024)
- Il blindato dell'amore (The Pickup), regia di Tim Story (2025)

### Videografia
- Remember The Time di Michael Jackson (1992)
- Whatzupwitu (1993)

### Doppiatore
- Mulan, regia di Tony Bancroft e Barry Cook (1998)
- The PJs (1999-2001) - serie TV
- Shrek, regia di Andrew Adamson e Vicky Jenson (2001)
- Shrek 3-D (Shrek 4-D), regia di Simon J. Smith (2003) - cortometraggio
- Shrek 2, regia di Andrew Adamson, Kelly Asbury e Conrad Vernon (2004)
- Kingdom Hearts II (2005) - videogioco
- Shrek terzo (Shrek the Third), regia di Raman Hui e Chris Miller (2007)
- Shrekkati per le feste (Shrek the Halls), regia di Gary Trousdale (2007) - cortometraggio
- Shrek e vissero felici e contenti (Shrek Forever After), regia di Mike Mitchell (2010)

### Apparizioni televisive
- Saturday Night Live (1980-1984)
- Eddie Murphy Delirious, regia di Bruce Gowers (1983) - special TV

### Produttore
- Il principe cerca figlio (Coming 2 America), regia di Craig Brewer (2021)
- Un piedipiatti a Beverly Hills - Axel F (Beverly Hills Cop: Axel F), regia Mark Molloy (2024)
- Il blindato dell'amore (The Pickup), regia di Tim Story (2025)

## Doppiatori italiani
Fino al 2009, con il film Immagina che, nelle versioni in italiano delle pellicole in cui ha recitato, Eddie Murphy è stato doppiato esclusivamente da Tonino Accolla. In seguito è stato doppiato da:
- Fabrizio Vidale in Dolemite Is My Name, Il principe cerca figlio, You People, Buon Natale da Candy Cane Lane, Un piedipiatti a Beverly Hills - Axel F, Il blindato dell'amore
- Sandro Acerbo in Tower Heist - Colpo ad alto livello, Una bugia di troppo

Da doppiatore è sostituito da Enrico Papi in Mulan e da Nanni Baldini nella saga di Shrek.

## Riconoscimenti
- Premio Oscar
  - 2007 – Candidatura al miglior attore non protagonista per Dreamgirls
- Golden Globe
  - 1984 – Candidatura al Golden Globe miglior attore in un film commedia o musicale per Una poltrona per due
  - 1997 – Candidatura al Golden Globe Miglior attore in un film commedia o musicale per Il professore matto
  - 2007 – Miglior attore non protagonista per Dreamgirls
  - 2020 – Candidatura al Golden Globe miglior attore in un film commedia o musicale per Dolemite Is My Name
  - 2023 - Golden Globe alla carriera
- Screen Actors Guild Award
  - 2007 – Miglior attore non protagonista per Dreamgirls
  - 2007 – Candidatura al miglior cast per Dreamgirls
- Critics' Choice Awards
  - 2007 – Miglior attore non protagonista per Dreamgirls
  - 2020 – Candidatura al miglior attore per Dolemite Is My Name
- Altri riconoscimenti
  - 2016 – Premio alla carriera agli Hollywood Film Awards
  - 2007 – Broadcast Film Critics Association Award miglior attore non protagonista per Dreamgirls
  - 2004 – Nomination Kids' Choice Awards miglior attore protagonista per La casa dei fantasmi

## Discografia

### Album in studio
- 1985 – How Could It Be
- 1989 – So Happy
- 1993 – Love's Alright

### Album dal vivo
- 1982 – Eddie Murphy
- 1983 – Eddie Murphy: Comedian

### Raccolte
- 1997 – Greatest Comedy Hits
- 1998 – All I Fuckin' Know

### Singoli
- 1993 - Whatzupwitu (feat Michael Jackson)